# Flussgebietseinheit Leitha, Raab und Rabnitz
Die Flussgebietseinheit Leitha, Raab und Rabnitz (Code LRR) ist eine im Rahmen der Umsetzung der EU-Wasserrahmenrichtlinie gemäß dem österreichischen Wasserrechtsgesetz festgelegte nationale Flussgebietseinheit, welche die Einzugsgebiete der Leitha, Rabnitz und Raab sowie die Zuflüsse des Neusiedler Sees und des künstlich angelegten Einser-Kanals in Österreich umfasst. Es erstreckt sich von den jeweiligen Quellen der Gewässer bis zur burgenländisch-slowenischen und burgenländisch-ungarischen Grenze.

## Beschreibung der Flussgebietseinheit Leitha, Raab und Rabnitz
Die Flussgebietseinheit Leitha, Raab und Rabnitz umfasst den Großteil der Oststeiermark, das südöstliche Niederösterreich sowie fast das ganze Burgenland. Es umfasst aber nicht die Einzugsgebiete der Leitha, Rabnitz und Raab oder Zuflüsse des Neusiedler Sees, die sich in Slowenien oder Ungarn befinden.
Die Flussgebietseinheit Leitha, Raab und Rabnitz grenzt an mehrere Flussgebietseinheiten. So im Westen an die Einheit Mur, im Norden an Donau unterhalb Jochenstein sowie im Osten und Süden an die zu Slowenien und Ungarn gehörende Flussgebietseinheit Donau.

## Wichtigste Gewässer
Zum Flussgebiet der Leitha, Rabnitz und Raabgehören auch einige größere Nebenflüsse der jeweiligen Gewässer. Im Folgenden sind Nebenflüsse mit einem Einzugsgebiet größer als 100 Quadratkilometer sortiert in Flussrichtung der jeweiligen Flüsse gelistet.
- Leitha
  - Schwarza
  - Pitten
  - Warme Fischa

- Rabnitz
  - Stooberbach

- Neusiedler See
  - Wulka

- Raab
  - Weizbach
  - Rabnitzbach
  - Lafnitz
  - Reinersdorfer Bach (große Teile des Einzugsgebietes liegen in Ungarn)
  - Pinka (größere Teile des Einzugsgebietes liegen in Ungarn)
  - Güns (große Teile des Einzugsgebietes liegen in Ungarn)